# Ленинградская улица (Пушкин)
Ленингра́дская улица — улица в городе Пушкине (Пушкинский район Санкт-Петербурга). Проходит от Привокзальной площади до Петербургского шоссе. Далее продолжается как Кузьминское шоссе.

## История
В начале XX века по трассе будущей Ленинградской улицы проходила граница застройки.
Улица была проложена в 1950-х годах, когда была создана пятилучевая Привокзальная площадь. Ленинградская улица стала одним из лучей. Название появилось тогда же в связи с тем, что улица соединила вокзал с Ленинградским шоссе (ныне Петербургским). Точный год присвоения не установлен.

## Застройка

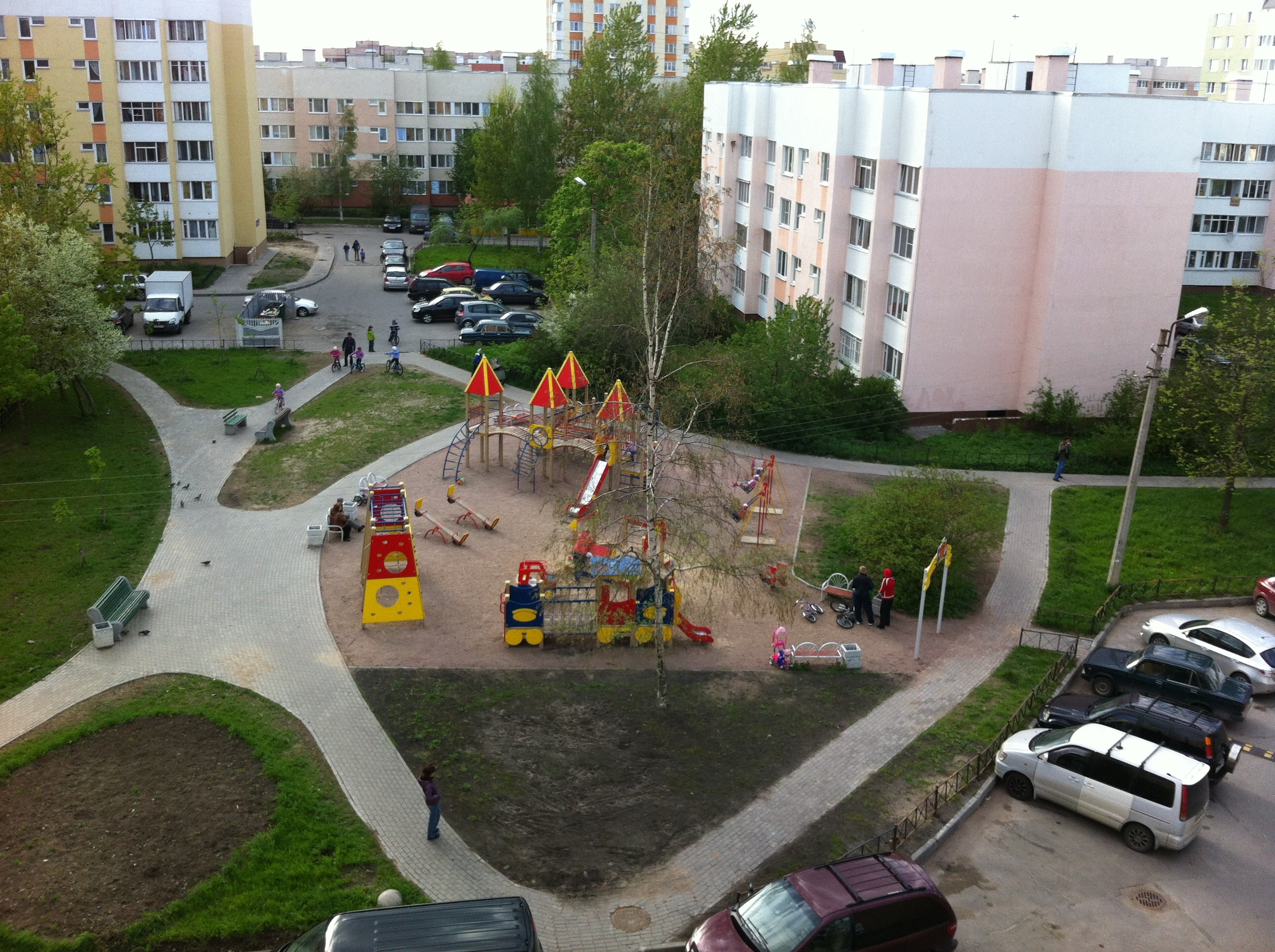
Квартал у пересечения Ленинградской улицы с улицей Вячеслава Шишкова

Начало Ленинградской улицы занято «сталинками» постройки конца 1950-х годов. На Ленинградской улице, 4 находится Вавиловский сад, являющийся памятником архитектуры регионального значения. Затем примерно от Оранжерейной до Школьной улиц находятся кварталы хрущёвок. Между улицами Школьной и Вячеслава Шишкова — объекты социальной инфраструктуры. Нечётную сторону между улицей Вячеслава Шишкова и Петербургским шоссе занимают жилые дома, построенные в 1985—1987 годах; на чётной стороне — садоводство «Пенсионер».
На Ленинградской улице, 42/4 (угол со Школьной улицей), предполагалось построить международный культурный центр «Пушкин», но инвестор ООО «Производственно-творческое объединение „Царское Село“» успел возвести только фундамент. Предполагалось строительство объекта социальной инфраструктуры. Сейчас там находится физкультурно-оздоровительный комплекс "Газпром" в рамках проекта "Газпром - детям", а также Пушкинский районный суд.

## Перекрёстки
- Привокзальная площадь (Железнодорожная, Широкая улицы, Софийский бульвар)
- Оранжерейная улица
- Леонтьевская улица
- Церковная улица
- Школьная улица
- улица Вячеслава Шишкова
- Петербургское шоссе / Кузьминское шоссе